# Valle delle Seghe

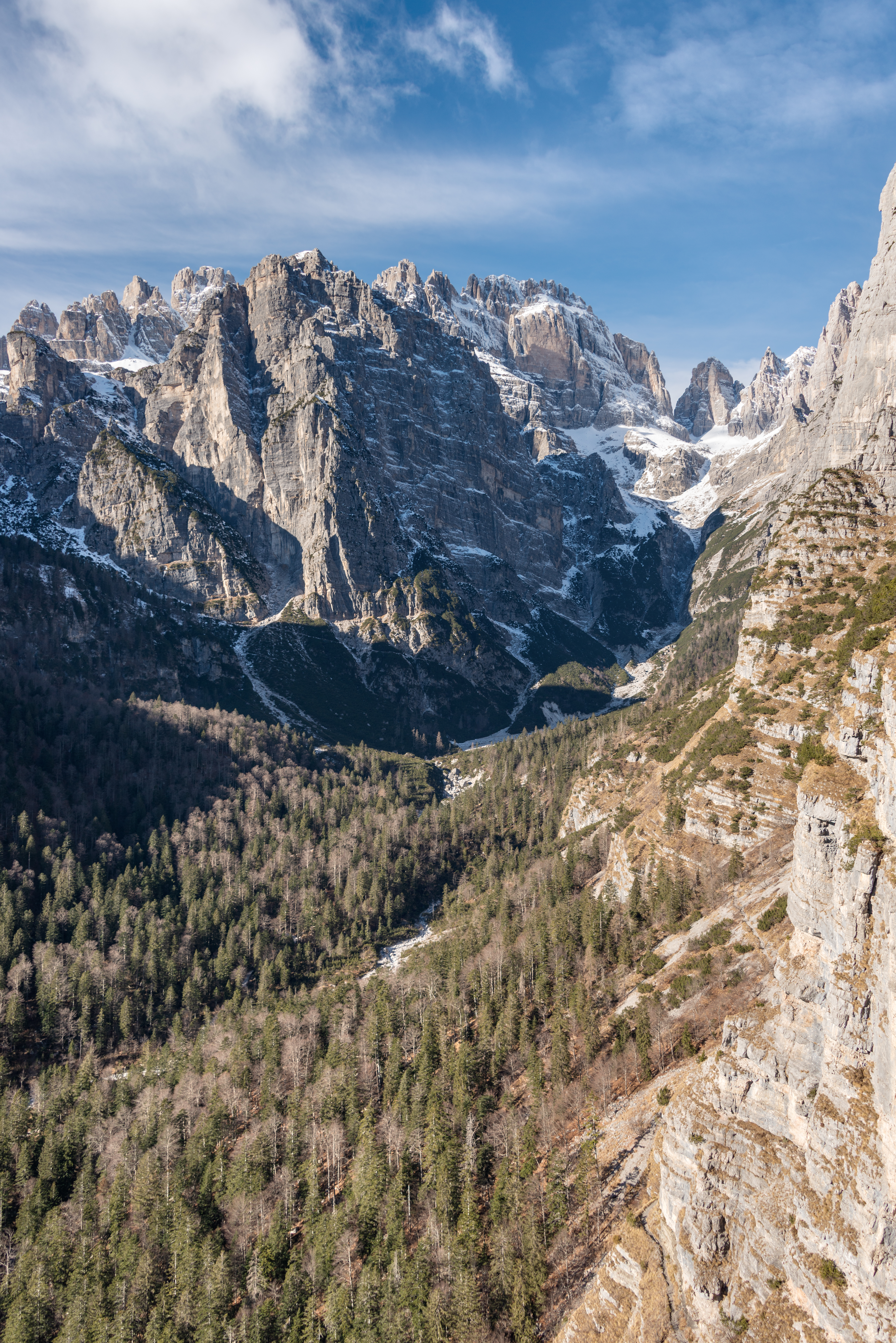
Valle delle Seghe

La valle delle Seghe, che prende il nome dalle “seghe”, antiche segherie ad acqua, è una valle del Trentino, frequentata soprattutto da alpinisti ed escursionisti come accesso al cuore delle Dolomiti di Brenta.

## Geografia fisica
La valle, di origine glaciale, è percorsa interamente dal rio delle Seghe e segue un andamento nord-sud sino alla Bocca di Tuckett a 2.648 m.  

### Cime del versante sinistro
- Croz dell'Altissimo
- Cima Lasteri
- Cima Gaiarda

### Cime del versante destro
- Monte Daino
- Cima delle Fontane Fredde
- Castello alto dei Massodi
- Cima Brenta

## Accesso
È raggiungibile da Molveno o dalla frazione Pradèl. Da qui è possibile accedere al rifugio Croz dell'Altissimo a 1.430 m. (segnavia 319, ore 1.30 circa).

## Galleria d'immagini

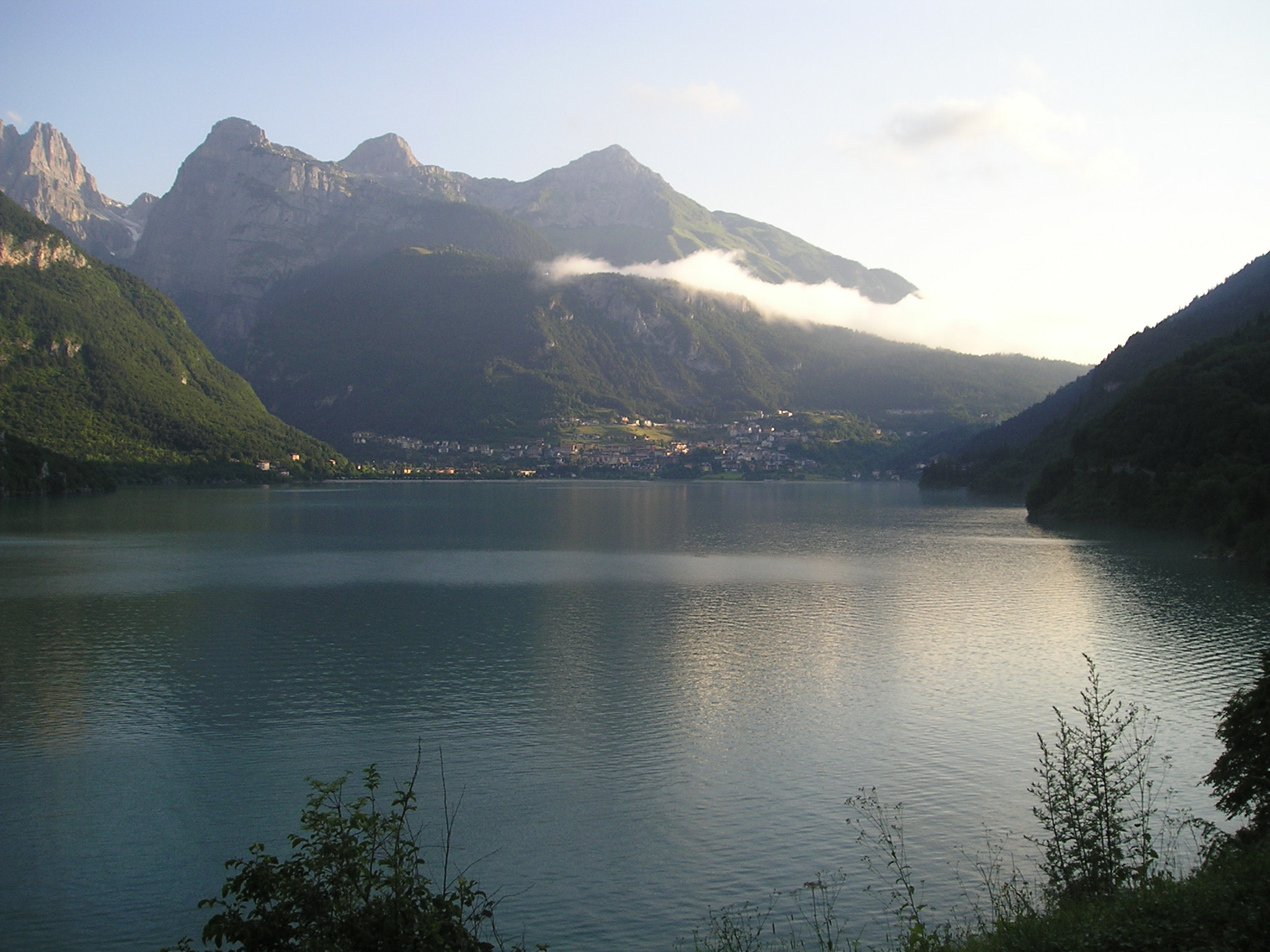
Lago di Molveno e Cima Lasteri
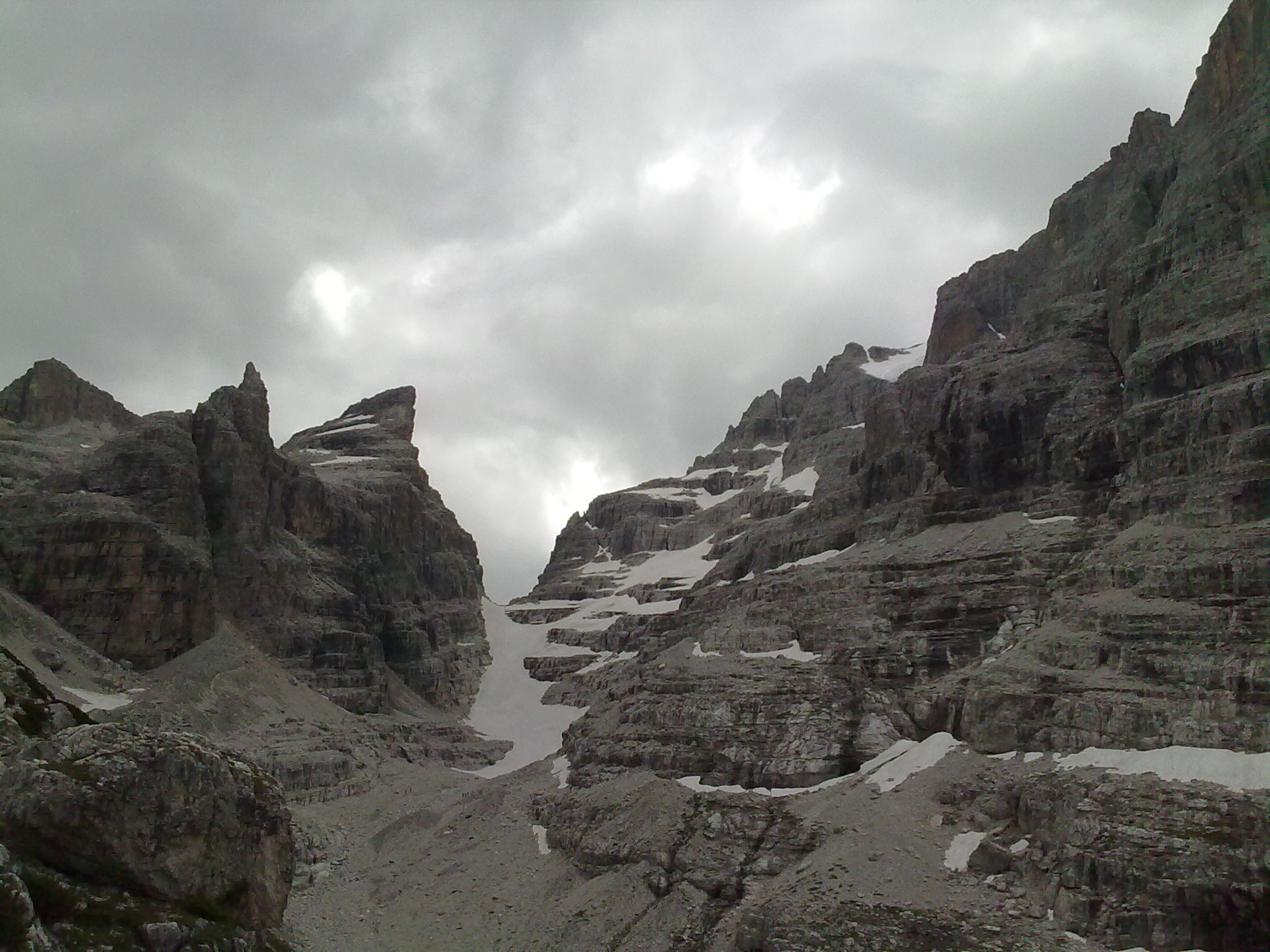
Bocca di Tuckett
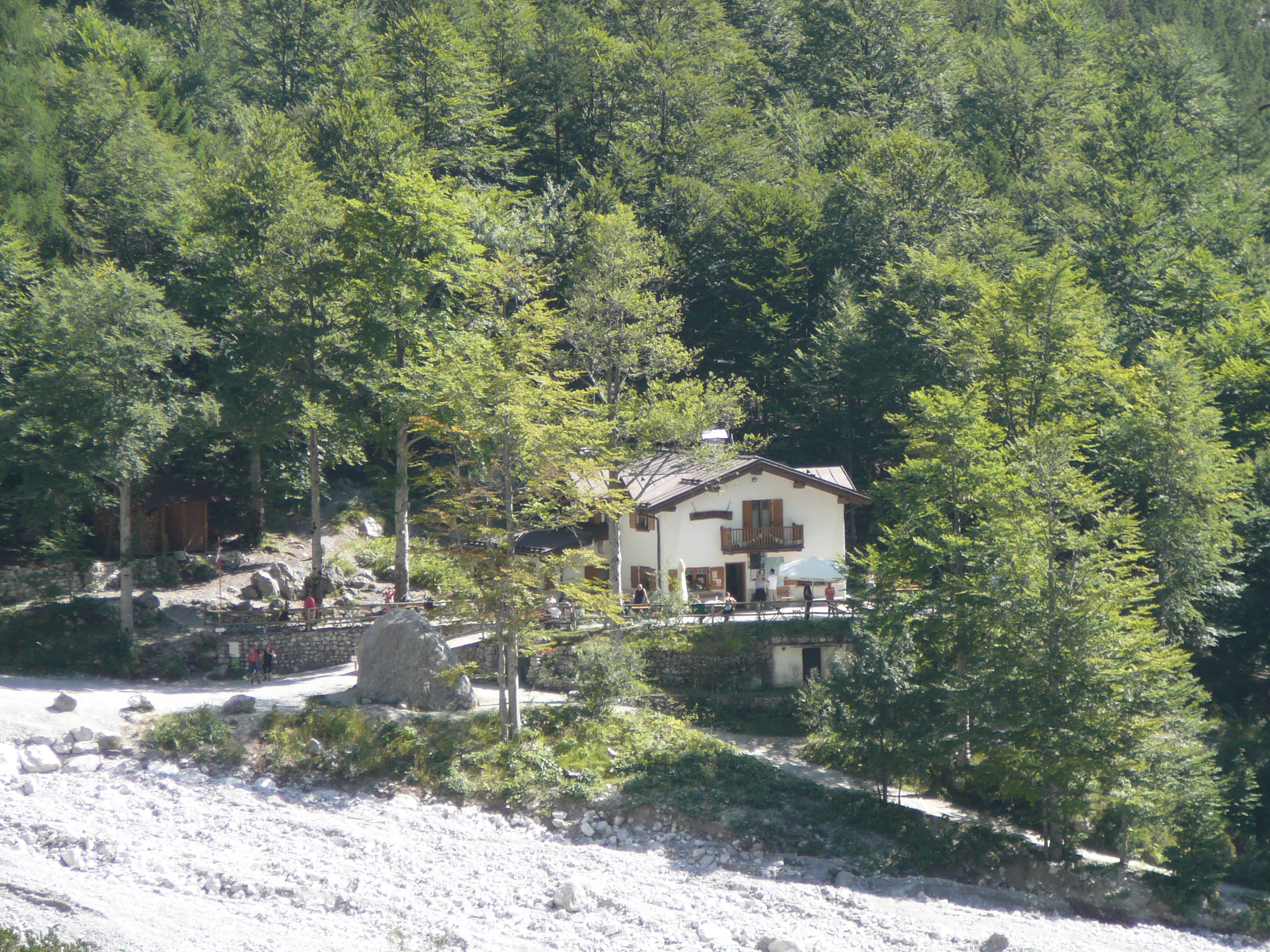
Rifugio Croz dell'Altissimo
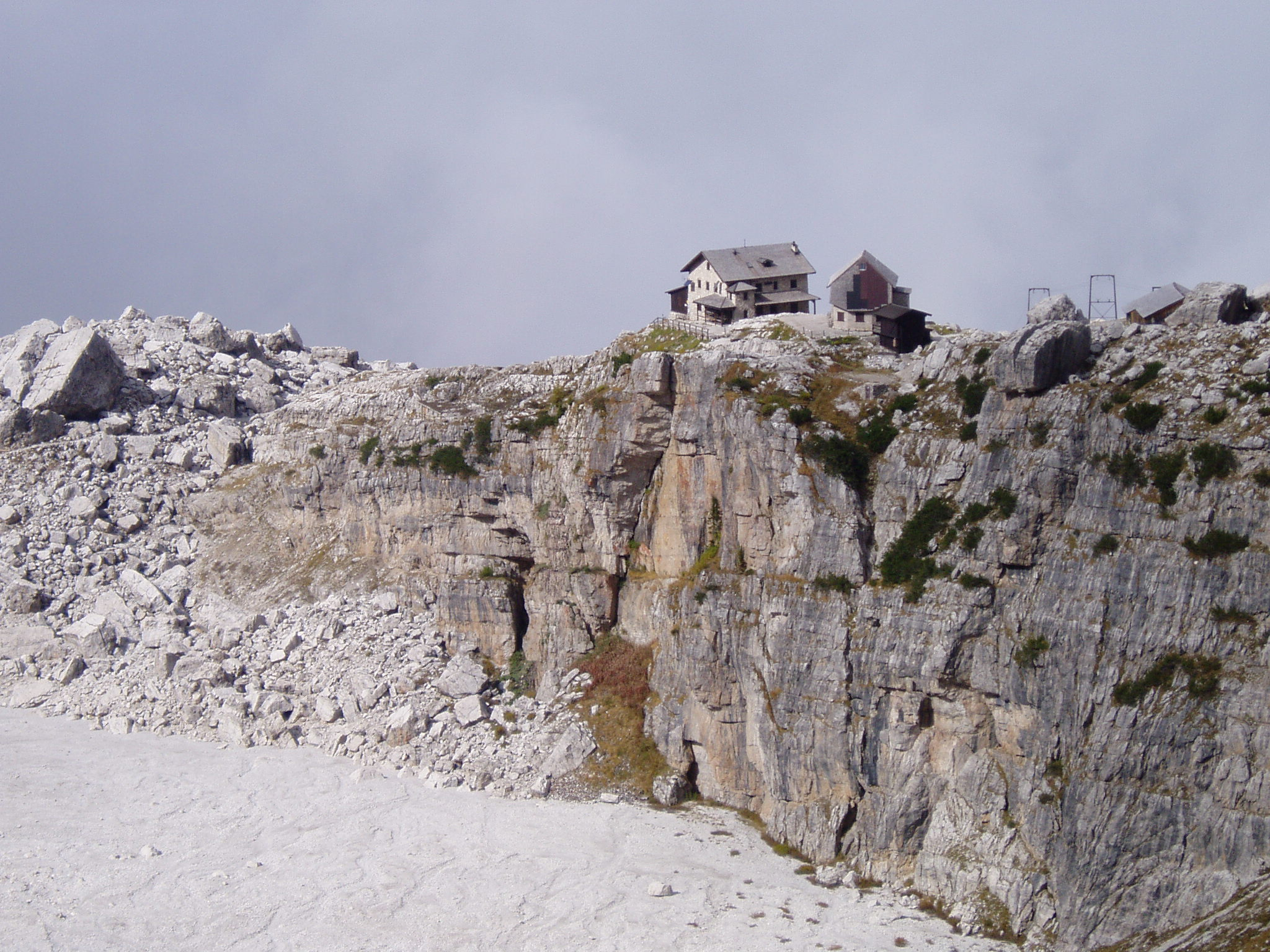
Rifugio Tuckett
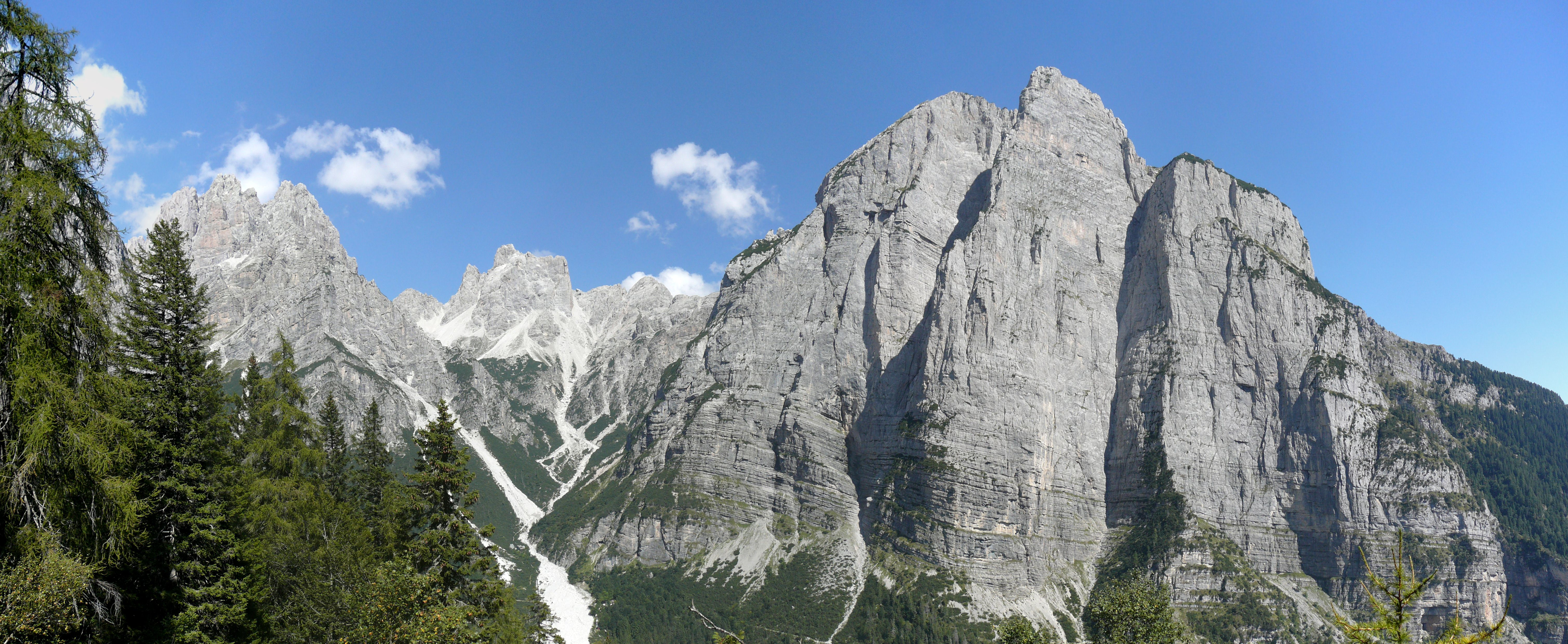
Croz dell'Altissimo
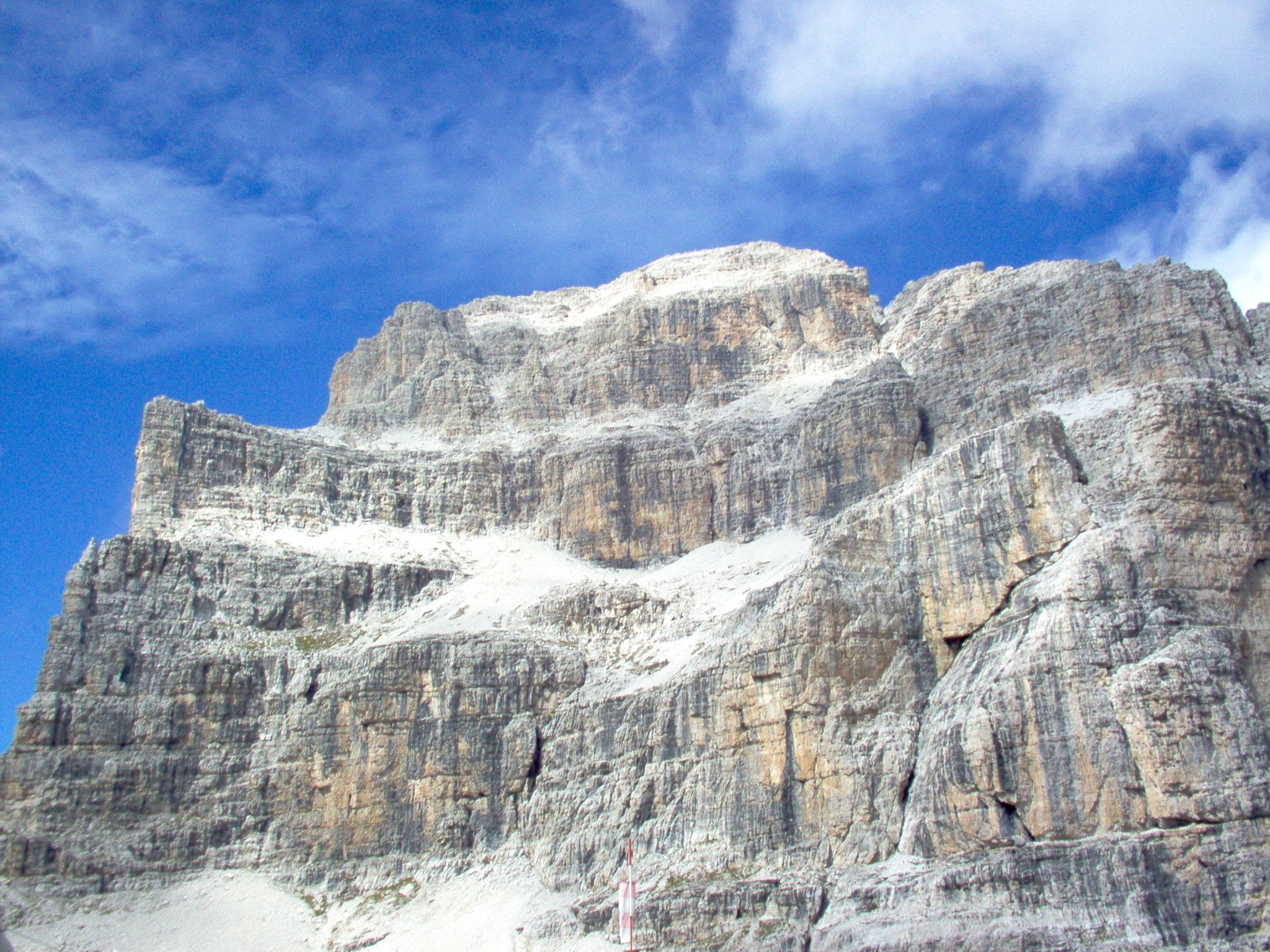
Cima Brenta